# Eschstraße (Düren)

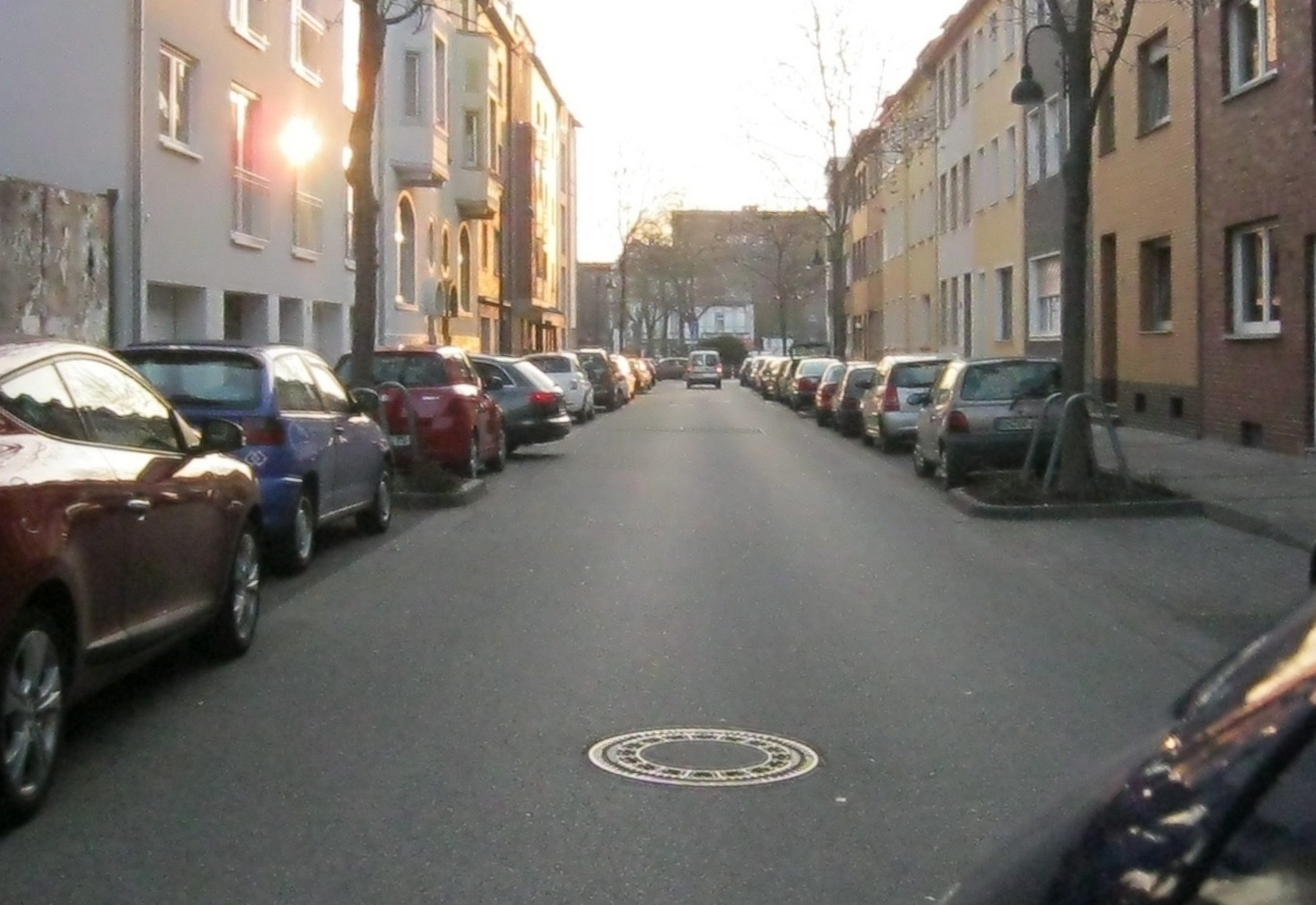
Eschstraße

Die Eschstraße in der Kreisstadt Düren (Nordrhein-Westfalen) ist eine alte Innerortsstraße. Sie beginnt an der Kreuzung Friedrichstraße/Nideggener Straße/Oberstraße/Zülpicher Straße und endet am Chlodwigplatz. 

## Geschichte
Im Stadtplan von Wenzel Hollar aus dem Jahr 1634 ist eine Pforte in der Dürener Stadtbefestigung eingezeichnet, die er als Esch pfort mit nebenliggendem Erbforsthoue bezeichnet. Diese Pforte ist schon 1361 urkundlich erwähnt. Der Flurname Im Esch kommt nicht von der Baumart Esche her, sondern bezeichnet ein nicht eingehegtes Feld, das wegen seiner großen Ausdehnung mehreren oder vielen Besitzern gehörte. Im Gegensatz dazu gab es noch den Kamp, den eingehegten Besitz eines Einzelnen.
Die Eschstraße wurde 1901 ausgebaut.